# Крекінг-установка у Новокуйбишевську
Крекінг-установка у Новокуйбишевську — одне з нафтохімічних виробництв компанії САНОРС («Самаранефтеоргсинтез»).
В 1951 році у Новокуйбишевську запустили нафтопереробний завод, який невдовзі почали доповнювати хімічними виробництвами. Першим з них став введений в експлуатацію у 1957-му завод синтетичного спирту, котрий виробляв етанол з використанням етилену. Останній отримували на власній установці піролізу (парового крекінгу) потужністю по етилену 60 тисяч тонн на рік.
З 1983-го на площадці заводу почалось зведення нової установки парового крекінгу ЭП-300 типової для радянської нафтохімічної промисловості потужності. За десять років при готовності 85 % її спорудження припинилось, хоча при цьому й залишилась певна інфраструктура, котра може бути задіяна у нових проєктах.
Сировиною для піролізу слугує етан, який постачають по трубопроводах Нєфтєгорський ГПЗ – Новокуйбишевськ та Отрадненський ГПЗ – Новокуйбишевськ. Ці розташовані у тій же Самарської області газопереробні заводи є одними з небагатьох в Росії, які здійснюють фракціонування етану (поряд з Оренбурзьким та Міннібаєвським ГПЗ). Піролізне виробництво також може використовувати зріджені вуглеводневі гази (у склад САНОРС входять потужні установки з фракціонування газів) та широку фракцію легких вуглеводнів (нефракціонований продукт, що включає переважно пропан та бутан з домішками пентану і гексану), що дозволяє випускати пропілен та бутилен-бутадієнову фракцію.
На початку 2010-х в САНОРС анонсували наміри збільшити потужності по етилену до 200 тисяч тонн, використовуючи при цьому інший тип сировини – прямогонний бензин. Втім, вже наступного року оголосили про наміри разом з Роснафтою, якій наразі належить Новокуйбишевський НПЗ, створити спільне підприємство для спорудження крекінг-установки світового класу з річною потужністю у 1,2 млн тонн етилену та 0,6 млн тонн пропілену. А ще через рік, у 2014-му, Роснафта придбала САНОРС. Надалі новий власник висловлювався на підтримку проєкту нового піролізного виробництва, проте станом на початок 2018-го його реалізація ще не починалась.